# JKH GKS Jastrzębie
JHK GKS Jastrzębie (celým názvem: Jastrzębski Klub Hokejowy Górniczy Klub Sportowy Jastrzębie) je profesionální polský hokejový tým. Byl založen v roce 1963.

## Historické názvy
- 19?? – Górnik Jas-Mos
- 19?? – GKS Jastrzębie (Górniczy Klub Sportowy Jastrzębie)
- 1990 – KKS "Zofiówka"
- 1993 – JKH "Czarne Jastrzębie" (Jastrzębski Klub Hokejowy "Czarne Jastrzębie")
- 2008 – JKH GKS Jastrzębie (Jastrzębski Klub Hokejowy Górniczy Klub Sportowy Jastrzębie)